# Milan Vilotić
Milan Vilotić (* 21. Oktober 1986 in Belgrad, SFR Jugoslawien) ist ein serbischer Fußballspieler. Der momentan vereinslose Innenverteidiger war zwischen 2018 und 2020 beim FC St. Gallen unter Vertrag.

## Karriere
Der Serbe begann seine Profikarriere beim FK Čukarički. Es folgten die Stationen bei FK Roter Stern Belgrad und Grasshopper Club Zürich. In der Winterpause der Saison 2013/14 wechselte Vilotić zum BSC Young Boys nach Bern. Am 28. Februar 2017 wechselt Vilotić wieder zurück zum Schweizer Rekordmeister Grasshopper Club Zürich und unterzeichnet einen Vertrag bis zum 30. Juni 2018.
Am 4. Juli 2018 unterzeichnete er einen Einjahresvertrag beim FC St. Gallen. Diesen verließ er im Sommer 2020 wieder.

## Knochentumor
Im August 2010 wurde bei Milan Vilotić nach einer medizinischen Untersuchung ein bösartiger Knochentumor am rechten Schulterblatt diagnostiziert, der seine Spielerkarriere zu beenden drohte. Nach einem chirurgischen Eingriff in Bologna und einer Phase der Genesung, bestätigten die Ärzte im Januar 2011, dass er wieder professionellen Fußball spielen kann.

## Titel und Erfolge
FK Roter Stern Belgrad
- Serbischer Pokalsieger: 2010, 2012

Grasshopper Club Zürich
- Schweizer Cupsieger: 2013